# 731 هـ
731 هـ هي سنة في التقويم الهجري امتدت مقابلةً في التقويم الميلادي بين سنتي 1330 و1331.

## مواليد
- ابن بنت الميلق